# San Giovanni in Galdo
San Giovanni in Galdo es una localidad y comune italiana de la provincia de Campobasso, región de Molise, con 669 habitantes.

## Evolución demográfica
| Gráfica de evolución demográfica de San Giovanni in Galdo entre 1861 y 2001 |
|                                                                             |
| Fuente ISTAT - elaboración gráfica de Wikipedia                             |